# Watching the Wheels
Singles de John Lennon
Woman
(1981) Love
(1982)
Watching the Wheels est une chanson de John Lennon parue sur son album Double Fantasy en 1980. Après l'assassinat de l'artiste, la chanson sort en single en 1981 avec une composition de Yoko Ono, Yes, I'm Your Angel, en face B. Ce single, le troisième et dernier tiré de Double Fantasy, se classe dixième aux États-Unis et trentième au Royaume-Uni.
La chanson en elle-même est un message adressé par le chanteur à ceux qui lui reprochaient sa vie d'homme au foyer, entre 1975 et 1980.
Cet article a été traduit du wikipedia anglophone consacré a la chanson Watching the Wheels de John Lennon. 

## Écriture et enregistrement
Dans Watching the Wheels, Lennon s'adresse à ceux qui ont été déconcertés par ses années de "mari au foyer", 1975-1980, au cours desquelles il s'est retiré de l'industrie musicale pour se concentrer sur l'éducation de son fils Sean avec Ono. La démo acoustique de Watching the Wheels est présentée dans le générique de fin du film Funny People de 2009. La chanson présente un dulcimer martelé accompagnant le piano de John Lennon.

## Œuvre d'art
La photo sur la couverture a été prise par Paul Goresh, un fan de Lennon qui a également pris la tristement célèbre photo de John  signant une copie de Double Fantasy avant son assassinat. Les deux photos ont été prises au même endroit, devant le bâtiment Dakota, qui fut le site de son tournage en 1980. La ligne « People say I'm crazy doin' what I'm doin » de la chanson a ensuite été échantillonnée pour être utilisée par le groupe EMF dans le morceau « Lies » de leur album de 1991 Schubert Dip; cependant, à la suite des protestations immédiates de Yoko Ono, l'échantillonnage a été supprimé lors des pressages suivants.

## Reprises
La chanson a été reprise par Gwen Guthrie (1992), The Samples (1997) ; Le groupe rock paraguayen Deliverans a sorti une version espagnole sur l'album de compilation Lennon Vive: Un tributo del Rock paraguayo (2000), Matisyahu pour l'album bénéfice Instant Karma: The Amnesty International Campaign to Save Darfur (2007), et Charly García sous le nom « Mirando las ruedas » pour son album Kill Gil (2010). Patrick Wolf a réarrangé la chanson pour une performance au Meltdown Festival de Yoko Ono au Southbank Centre.
Une version démo acoustique de la chanson, interprétée par Lennon, a été présentée sur la bande originale du film Funny People de Judd Apatow en 2009.
En 2020, une reprise de la chanson par Chris Cornell, grand fan de John Lennon, est publiée sur son album posthume No One Sings Like You Anymore, Vol. 1.

## Personnel
- John Lennon – chant, piano, claviers
- Earl Slick, Hugh McCracken –  guitares
- Tony Levin – basse
- George Small – claviers, piano électrique Fender Rhodes
- Eric Troyer – Prophet-5
- Andy Newmark – batterie
- Matthew Cunningham – hammer dulcimer
- Arthur Jenkins – percussions
- Michelle Simpson, Cassandra Wooten, Cheryl Mason Jacks, Eric Troyer – chœurs